# أهل الدريبة آيت الحاج (الحمادنة الكداميين)
أهل الدريبة آيت الحاج هو دُوَّار يقع بجماعة الصهريج، إقليم قلعة السراغنة، جهة مراكش آسفي في المملكة المغربية. ينتمي الدوّار لمشيخة الحمادنة الكداميين التي تضم 9 دواوير. يقدر عدد سكانه بـ 1133 نسمة حسب الإحصاء الرسمي للسكان والسكنى لسنة 2004.

## روابط خارجية
- البوابة الوطنية للجماعات الترابية
- المندوبية السامية للتخطيط